# South Flat
South Flat is een plaats (census-designated place) in de Amerikaanse staat Wyoming, en valt bestuurlijk gezien onder Washakie County.

## Demografie
Bij de volkstelling in 2000 werd het aantal inwoners vastgesteld op 374.

## Geografie
Volgens het United States Census Bureau beslaat de plaats een oppervlakte van 57,5 km², waarvan 56,2 km² land en 1,3 km² water.

## Plaatsen in de nabije omgeving
De onderstaande figuur toont nabijgelegen plaatsen in een straal van 68 km rond South Flat.